# Mokhtar Dahari
Mokhtar Dahari (Selangor, 13 novembre 1953 – Kuala Lumpur, 11 luglio 1991) è stato un calciatore malese, di ruolo attaccante.

## Carriera
Giocò per tutta la carriera nel Selangor. Nel 2000 è stato nominato miglior giocatore del ventesimo secolo per la Malaysia.

## Statistiche

### Cronologia presenze e reti in nazionale
| Cronologia completa delle presenze e delle reti in nazionale ― Malaysia | Cronologia completa delle presenze e delle reti in nazionale ― Malaysia | Cronologia completa delle presenze e delle reti in nazionale ― Malaysia | Cronologia completa delle presenze e delle reti in nazionale ― Malaysia | Cronologia completa delle presenze e delle reti in nazionale ― Malaysia | Cronologia completa delle presenze e delle reti in nazionale ― Malaysia | Cronologia completa delle presenze e delle reti in nazionale ― Malaysia | Cronologia completa delle presenze e delle reti in nazionale ― Malaysia |
| Data                                                                    | Città                                                                   | In casa                                                                 | Risultato                                                               | Ospiti                                                                  | Competizione                                                            | Reti                                                                    | Note                                                                    |
| ----------------------------------------------------------------------- | ----------------------------------------------------------------------- | ----------------------------------------------------------------------- | ----------------------------------------------------------------------- | ----------------------------------------------------------------------- | ----------------------------------------------------------------------- | ----------------------------------------------------------------------- | ----------------------------------------------------------------------- |
| 5-6-1972                                                                | Giacarta                                                                | Malaysia                                                                | 3 – 0                                                                   | Sri Lanka                                                               | Jakarta Anniversary Tournament                                          | -                                                                       |                                                                         |
| 9-6-1972                                                                | Giacarta                                                                | Malaysia                                                                | 2 – 0                                                                   | Laos                                                                    | Jakarta Anniversary Tournament                                          | -                                                                       |                                                                         |
| 15-6-1972                                                               | Giacarta                                                                | Malaysia                                                                | 2 – 2                                                                   | Birmania                                                                | Jakarta Anniversary Tournament                                          | 1                                                                       |                                                                         |
| 12-7-1972                                                               | Kuala Lumpur                                                            | Malaysia                                                                | 4 – 1                                                                   | Sri Lanka                                                               | Pestabola Merdeka 1972                                                  | -                                                                       |                                                                         |
| 14-7-1972                                                               | Kuala Lumpur                                                            | Malaysia                                                                | 1 – 0                                                                   | Filippine                                                               | Pestabola Merdeka 1972                                                  | -                                                                       |                                                                         |
| 19-7-1972                                                               | Kuala Lumpur                                                            | Malaysia                                                                | 6 – 1                                                                   | Repubblica Khmer                                                        | Pestabola Merdeka 1972                                                  | 1                                                                       |                                                                         |
| 22-7-1972                                                               | Kuala Lumpur                                                            | Malaysia                                                                | 3 – 1                                                                   | Giappone                                                                | Pestabola Merdeka 1972                                                  | -                                                                       |                                                                         |
| 29-7-1972                                                               | Kuala Lumpur                                                            | Malaysia                                                                | 1 – 2                                                                   | Corea del Sud                                                           | Pestabola Merdeka 1972                                                  | -                                                                       |                                                                         |
| 19-5-1973                                                               | Seul                                                                    | Israele                                                                 | 3 – 0                                                                   | Malaysia                                                                | Qual. Mondiali 1974                                                     | -                                                                       | 43’                                                                     |
| 26-7-1973                                                               | Kuala Lumpur                                                            | Malaysia                                                                | 0 – 0 dts (3-2 dtr)                                                     | Kuwait                                                                  | Pestabola Merdeka 1973                                                  | -                                                                       |                                                                         |
| 29-7-1973                                                               | Kuala Lumpur                                                            | Malaysia                                                                | 2 – 2                                                                   | Thailandia                                                              | Pestabola Merdeka 1973                                                  | -                                                                       |                                                                         |
| 2-8-1973                                                                | Kuala Lumpur                                                            | Malaysia                                                                | 1 – 0                                                                   | Repubblica Khmer                                                        | Pestabola Merdeka 1973                                                  | -                                                                       |                                                                         |
| 7-8-1973                                                                | Kuala Lumpur                                                            | Malaysia                                                                | 4 – 0                                                                   | India                                                                   | Pestabola Merdeka 1973                                                  | -                                                                       |                                                                         |
| 10-8-1973                                                               | Kuala Lumpur                                                            | Malaysia                                                                | 2 – 1                                                                   | Birmania                                                                | Pestabola Merdeka 1973                                                  | -                                                                       |                                                                         |
| 12-8-1973                                                               | Kuala Lumpur                                                            | Malaysia                                                                | 3 – 1                                                                   | Kuwait                                                                  | Pestabola Merdeka 1973                                                  | -                                                                       |                                                                         |
| 24-9-1973                                                               | Seul                                                                    | Thailandia                                                              | 1 – 5                                                                   | Malaysia                                                                | 1973 President's Cup                                                    | 1                                                                       |                                                                         |
| 26-9-1973                                                               | Seul                                                                    | Birmania                                                                | 1 – 3                                                                   | Malaysia                                                                | 1973 President's Cup                                                    | -                                                                       |                                                                         |
| 28-9-1973                                                               | Seul                                                                    | Malaysia                                                                | 0 – 2                                                                   | Repubblica Khmer                                                        | 1973 President's Cup                                                    | -                                                                       |                                                                         |
| 30-9-1973                                                               | Seul                                                                    | Corea del Sud                                                           | 2 – 0                                                                   | Malaysia                                                                | 1973 President's Cup                                                    | -                                                                       |                                                                         |
| 18-12-1973                                                              | Bangkok                                                                 | Corea del Sud                                                           | 0 – 0                                                                   | Malaysia                                                                | 1973 King's Cup                                                         | -                                                                       |                                                                         |
| 20-12-1973                                                              | Bangkok                                                                 | Malaysia                                                                | 3 – 2                                                                   | Repubblica Khmer                                                        | 1973 King's Cup                                                         | -                                                                       |                                                                         |
| 23-7-1974                                                               | Kuala Lumpur                                                            | Malaysia                                                                | 1 – 0                                                                   | Corea del Sud                                                           | Pestabola Merdeka 1974                                                  | -                                                                       |                                                                         |
| 25-7-1974                                                               | Kuala Lumpur                                                            | Malaysia                                                                | 4 – 1                                                                   | India                                                                   | Pestabola Merdeka 1974                                                  | -                                                                       |                                                                         |
| 29-7-1974                                                               | Kuala Lumpur                                                            | Malaysia                                                                | 1 – 0                                                                   | Hong Kong                                                               | Pestabola Merdeka 1974                                                  | -                                                                       |                                                                         |
| 1-8-1974                                                                | Kuala Lumpur                                                            | Malaysia                                                                | 3 – 2                                                                   | Thailandia                                                              | Pestabola Merdeka 1974                                                  | 1                                                                       |                                                                         |
| 4-8-1974                                                                | Kuala Lumpur                                                            | Malaysia                                                                | 1 – 0                                                                   | Corea del Sud                                                           | Pestabola Merdeka 1974                                                  | 1                                                                       |                                                                         |
| 3-9-1974                                                                | Tehran                                                                  | Israele                                                                 | 8 – 3                                                                   | Malaysia                                                                | Giochi asiatici 1974                                                    | -                                                                       |                                                                         |
| 5-9-1974                                                                | Tehran                                                                  | Malaysia                                                                | 1 – 1                                                                   | Giappone                                                                | Giochi asiatici 1974                                                    | -                                                                       |                                                                         |
| 7-9-1974                                                                | Tehran                                                                  | Malaysia                                                                | 11 – 0                                                                  | Filippine                                                               | Giochi asiatici 1974                                                    | 5                                                                       |                                                                         |
| 9-9-1974                                                                | Tehran                                                                  | Iran                                                                    | 1 – 0                                                                   | Malaysia                                                                | Giochi asiatici 1974                                                    | -                                                                       |                                                                         |
| 11-9-1974                                                               | Tehran                                                                  | Malaysia                                                                | 0 – 0                                                                   | Iraq                                                                    | Giochi asiatici 1974                                                    | -                                                                       |                                                                         |
| 13-9-1974                                                               | Tehran                                                                  | Malaysia                                                                | 3 – 2                                                                   | Corea del Sud                                                           | Giochi asiatici 1974                                                    | -                                                                       |                                                                         |
| 15-9-1974                                                               | Tehran                                                                  | Malaysia                                                                | 2 – 1                                                                   | Corea del Nord                                                          | Giochi asiatici 1974                                                    | -                                                                       |                                                                         |
| 10-12-1974                                                              | Bangkok                                                                 | Thailandia                                                              | 0 – 2                                                                   | Malaysia                                                                | 1974 King's Cup                                                         | 1                                                                       |                                                                         |
| 14-12-1974                                                              | Bangkok                                                                 | Malaysia                                                                | 2 – 2                                                                   | Laos                                                                    | 1974 King's Cup                                                         | -                                                                       |                                                                         |
| 16-12-1974                                                              | Bangkok                                                                 | Thailandia                                                              | 4 – 1                                                                   | Malaysia                                                                | 1974 King's Cup                                                         | 1                                                                       |                                                                         |
| 18-12-1974                                                              | Bangkok                                                                 | Corea del Sud                                                           | 0 – 0 dts (5-4 dtr)                                                     | Malaysia                                                                | 1974 King's Cup                                                         | -                                                                       |                                                                         |
| 20-12-1974                                                              | Bangkok                                                                 | Malaysia                                                                | 3 – 0                                                                   | Repubblica Khmer                                                        | 1974 King's Cup                                                         | 1                                                                       |                                                                         |
| 13-6-1975                                                               | Giacarta                                                                | Malaysia                                                                | 1 – 0                                                                   | Thailandia                                                              | Jakarta Anniversary Tournament                                          | -                                                                       |                                                                         |
| 16-6-1975                                                               | Giacarta                                                                | Malaysia                                                                | 1 – 1 dts (4-3 dtr)                                                     | Corea del Sud                                                           | Jakarta Anniversary Tournament                                          | 1                                                                       |                                                                         |
| 18-6-1975                                                               | Giacarta                                                                | Birmania                                                                | 2 – 0                                                                   | Malaysia                                                                | Jakarta Anniversary Tournament                                          | -                                                                       |                                                                         |
| 29-7-1975                                                               | Kuala Lumpur                                                            | Malaysia                                                                | 1 – 3                                                                   | Corea del Sud                                                           | Pestabola Merdeka 1975                                                  | 1                                                                       |                                                                         |
| 2-8-1975                                                                | Kuala Lumpur                                                            | Malaysia                                                                | 2 – 0                                                                   | Giappone                                                                | Pestabola Merdeka 1975                                                  | -                                                                       |                                                                         |
| 3-8-1975                                                                | Kuala Lumpur                                                            | Malaysia                                                                | 2 – 1                                                                   | Birmania                                                                | Pestabola Merdeka 1975                                                  | -                                                                       |                                                                         |
| 8-8-1975                                                                | Kuala Lumpur                                                            | Malaysia                                                                | 3 – 0                                                                   | Bangladesh                                                              | Pestabola Merdeka 1975                                                  | 1                                                                       |                                                                         |
| 10-8-1975                                                               | Kuala Lumpur                                                            | Malaysia                                                                | 1 – 0                                                                   | Thailandia                                                              | Pestabola Merdeka 1975                                                  | -                                                                       |                                                                         |
| 17-8-1975                                                               | Kuala Lumpur                                                            | Malaysia                                                                | 0 – 1                                                                   | Corea del Sud                                                           | Pestabola Merdeka 1975                                                  | -                                                                       |                                                                         |
| 3-6-1976                                                                | Tabriz                                                                  | Kuwait                                                                  | 2 – 0                                                                   | Malaysia                                                                | Coppa d'Asia 1976 - 1º turno                                            | -                                                                       |                                                                         |
| 7-6-1976                                                                | Tabriz                                                                  | Cina                                                                    | 1 – 1                                                                   | Malaysia                                                                | Coppa d'Asia 1976 - 1º turno                                            | 1                                                                       |                                                                         |
| 7-8-1976                                                                | Kuala Lumpur                                                            | Malaysia                                                                | 3 – 1                                                                   | Birmania                                                                | Pestabola Merdeka 1976                                                  | -                                                                       |                                                                         |
| 8-8-1976                                                                | Kuala Lumpur                                                            | Malaysia                                                                | 2 – 1                                                                   | Corea del Sud                                                           | Pestabola Merdeka 1976                                                  | 1                                                                       |                                                                         |
| 10-8-1976                                                               | Kuala Lumpur                                                            | Malaysia                                                                | 5 – 1                                                                   | India                                                                   | Pestabola Merdeka 1976                                                  | 1                                                                       |                                                                         |
| 12-8-1976                                                               | Kuala Lumpur                                                            | Malaysia                                                                | 7 – 1                                                                   | Indonesia                                                               | Pestabola Merdeka 1976                                                  | 1                                                                       |                                                                         |
| 15-8-1976                                                               | Kuala Lumpur                                                            | Malaysia                                                                | 0 – 0                                                                   | Thailandia                                                              | Pestabola Merdeka 1976                                                  | -                                                                       |                                                                         |
| 20-8-1976                                                               | Kuala Lumpur                                                            | Malaysia                                                                | 2 – 2                                                                   | Giappone                                                                | Pestabola Merdeka 1976                                                  | -                                                                       |                                                                         |
| 22-8-1976                                                               | Kuala Lumpur                                                            | Malaysia                                                                | 2 – 0                                                                   | Giappone                                                                | Pestabola Merdeka 1976                                                  | 2                                                                       |                                                                         |
| 11-9-1976                                                               | Seul                                                                    | Corea del Sud                                                           | 4 – 4                                                                   | Malaysia                                                                | 1976 President's Cup                                                    | 1                                                                       |                                                                         |
| 13-9-1976                                                               | Seul                                                                    | Malaysia                                                                | 4 – 1                                                                   | Singapore                                                               | 1976 President's Cup                                                    | 2                                                                       |                                                                         |
| 19-9-1976                                                               | Seul                                                                    | Malaysia                                                                | 4 – 0                                                                   | India                                                                   | 1976 President's Cup                                                    | 1                                                                       |                                                                         |
| 16-7-1977                                                               | Kuala Lumpur                                                            | Malaysia                                                                | 1 – 0                                                                   | Birmania                                                                | Pestabola Merdeka 1977                                                  | -                                                                       |                                                                         |
| 18-7-1977                                                               | Kuala Lumpur                                                            | Malaysia                                                                | 3 – 0                                                                   | Thailandia                                                              | Pestabola Merdeka 1977                                                  | 1                                                                       |                                                                         |
| 21-7-1977                                                               | Kuala Lumpur                                                            | Malaysia                                                                | 1 – 1                                                                   | Libia                                                                   | Pestabola Merdeka 1977                                                  | -                                                                       |                                                                         |
| 26-7-1977                                                               | Kuala Lumpur                                                            | Malaysia                                                                | 1 – 1                                                                   | Corea del Sud                                                           | Pestabola Merdeka 1977                                                  | 1                                                                       |                                                                         |
| 29-7-1977                                                               | Kuala Lumpur                                                            | Malaysia                                                                | 5 – 1                                                                   | Indonesia                                                               | Pestabola Merdeka 1977                                                  | 1                                                                       |                                                                         |
| 19-11-1977                                                              | Kuala Lumpur                                                            | Indonesia                                                               | 2 – 1                                                                   | Malaysia                                                                | Giochi del Sud-est asiatico 1977                                        | -                                                                       |                                                                         |
| 21-11-1977                                                              | Kuala Lumpur                                                            | Malaysia                                                                | 5 – 0                                                                   | Filippine                                                               | Giochi del Sud-est asiatico 1977                                        | 1                                                                       |                                                                         |
| 23-11-1977                                                              | Kuala Lumpur                                                            | Malaysia                                                                | 7 – 0                                                                   | Brunei                                                                  | Giochi del Sud-est asiatico 1977                                        | 1                                                                       |                                                                         |
| 25-11-1977                                                              | Kuala Lumpur                                                            | Malaysia                                                                | 9 – 1                                                                   | Birmania                                                                | Giochi del Sud-est asiatico 1977                                        | 4                                                                       |                                                                         |
| 26-11-1977                                                              | Kuala Lumpur                                                            | Malaysia                                                                | 2 – 0                                                                   | Thailandia                                                              | Giochi del Sud-est asiatico 1977                                        | 1                                                                       |                                                                         |
| 13-7-1978                                                               | Kuala Lumpur                                                            | Malaysia                                                                | 1 – 0                                                                   | Indonesia                                                               | Pestabola Merdeka 1978                                                  | -                                                                       |                                                                         |
| 15-7-1978                                                               | Kuala Lumpur                                                            | Malaysia                                                                | 5 – 2                                                                   | Siria                                                                   | Pestabola Merdeka 1978                                                  | 1                                                                       |                                                                         |
| 17-7-1978                                                               | Kuala Lumpur                                                            | Malaysia                                                                | 5 – 2                                                                   | Iraq                                                                    | Pestabola Merdeka 1978                                                  | 1                                                                       |                                                                         |
| 19-7-1978                                                               | Kuala Lumpur                                                            | Malaysia                                                                | 2 – 0                                                                   | Thailandia                                                              | Pestabola Merdeka 1978                                                  | 1                                                                       |                                                                         |
| 21-7-1978                                                               | Kuala Lumpur                                                            | Malaysia                                                                | 4 – 1                                                                   | Giappone                                                                | Pestabola Merdeka 1978                                                  | 1                                                                       |                                                                         |
| 21-7-1978                                                               | Kuala Lumpur                                                            | Malaysia                                                                | 1 – 3                                                                   | Corea del Sud                                                           | Pestabola Merdeka 1978                                                  | -                                                                       |                                                                         |
| 10-12-1978                                                              | Bangkok                                                                 | India                                                                   | 0 – 1                                                                   | Malaysia                                                                | Giochi asiatici 1978                                                    | -                                                                       |                                                                         |
| 12-12-1978                                                              | Bangkok                                                                 | Malaysia                                                                | 1 – 0                                                                   | Bangladesh                                                              | Giochi asiatici 1978                                                    | -                                                                       |                                                                         |
| 17-12-1978                                                              | Bangkok                                                                 | Malaysia                                                                | 1 – 2                                                                   | Thailandia                                                              | Giochi asiatici 1978                                                    | 1                                                                       |                                                                         |
| 18-12-1978                                                              | Bangkok                                                                 | Malaysia                                                                | 0 – 1                                                                   | Corea del Sud                                                           | Giochi asiatici 1978                                                    | -                                                                       |                                                                         |
| 19-12-1978                                                              | Bangkok                                                                 | Cina                                                                    | 7 – 1                                                                   | Malaysia                                                                | Giochi asiatici 1978                                                    | -                                                                       |                                                                         |
| 27-6-1979                                                               | Kuala Lumpur                                                            | Malaysia                                                                | 3 – 0                                                                   | Singapore                                                               | Pestabola Merdeka 1979                                                  | -                                                                       |                                                                         |
| 28-6-1979                                                               | Kuala Lumpur                                                            | Malaysia                                                                | 1 – 1                                                                   | Giappone                                                                | Pestabola Merdeka 1979                                                  | -                                                                       |                                                                         |
| 29-6-1979                                                               | Kuala Lumpur                                                            | Malaysia                                                                | 1 – 1                                                                   | Indonesia                                                               | Pestabola Merdeka 1979                                                  | -                                                                       |                                                                         |
| 4-7-1979                                                                | Kuala Lumpur                                                            | Malaysia                                                                | 4 – 1                                                                   | Birmania                                                                | Pestabola Merdeka 1979                                                  | 1                                                                       |                                                                         |
| 10-7-1979                                                               | Kuala Lumpur                                                            | Malaysia                                                                | 4 – 2                                                                   | Thailandia                                                              | Pestabola Merdeka 1979                                                  | -                                                                       |                                                                         |
| 23-9-1979                                                               | Giacarta                                                                | Singapore                                                               | 0 – 2                                                                   | Malaysia                                                                | Giochi del Sud-est asiatico 1979                                        | -                                                                       |                                                                         |
| 25-9-1979                                                               | Giacarta                                                                | Malaysia                                                                | 0 – 0                                                                   | Birmania                                                                | Giochi del Sud-est asiatico 1979                                        | -                                                                       |                                                                         |
| 26-9-1979                                                               | Giacarta                                                                | Indonesia                                                               | 0 – 0                                                                   | Malaysia                                                                | Giochi del Sud-est asiatico 1979                                        | -                                                                       |                                                                         |
| 28-9-1979                                                               | Giacarta                                                                | Malaysia                                                                | 1 – 0                                                                   | Thailandia                                                              | Giochi del Sud-est asiatico 1979                                        | -                                                                       |                                                                         |
| 30-9-1979                                                               | Giacarta                                                                | Indonesia                                                               | 0 – 1                                                                   | Malaysia                                                                | Giochi del Sud-est asiatico 1979                                        | 1                                                                       |                                                                         |
| 15-10-1980                                                              | Kuala Lumpur                                                            | Malaysia                                                                | 2 – 0                                                                   | Marocco                                                                 | Pestabola Merdeka 1980                                                  | 1                                                                       |                                                                         |
| 17-10-1980                                                              | Kuala Lumpur                                                            | Malaysia                                                                | 3 – 2                                                                   | Birmania                                                                | Pestabola Merdeka 1980                                                  | 1                                                                       |                                                                         |
| 20-10-1980                                                              | Kuala Lumpur                                                            | Malaysia                                                                | 2 – 2                                                                   | Thailandia                                                              | Pestabola Merdeka 1980                                                  | -                                                                       |                                                                         |
| 23-10-1980                                                              | Kuala Lumpur                                                            | Malaysia                                                                | 1 – 1                                                                   | Indonesia                                                               | Pestabola Merdeka 1980                                                  | -                                                                       |                                                                         |
| 25-10-1980                                                              | Kuala Lumpur                                                            | Malaysia                                                                | 1 – 1                                                                   | Corea del Sud                                                           | Pestabola Merdeka 1980                                                  | -                                                                       |                                                                         |
| 27-10-1980                                                              | Kuala Lumpur                                                            | Malaysia                                                                | 2 – 1                                                                   | Kuwait                                                                  | Pestabola Merdeka 1980                                                  | 1                                                                       |                                                                         |
| 30-10-1980                                                              | Kuala Lumpur                                                            | Malaysia                                                                | 2 – 0                                                                   | Nuova Zelanda                                                           | Pestabola Merdeka 1980                                                  | 1                                                                       |                                                                         |
| 2-11-1980                                                               | Kuala Lumpur                                                            | Malaysia                                                                | 1 – 2                                                                   | Marocco                                                                 | Pestabola Merdeka 1980                                                  | -                                                                       |                                                                         |
| 21-4-1981                                                               | Madinat al-Kuwait                                                       | Corea del Sud                                                           | 2 – 1                                                                   | Malaysia                                                                | Qual. Mondiali 1982                                                     | -                                                                       |                                                                         |
| 25-4-1981                                                               | Madinat al-Kuwait                                                       | Kuwait                                                                  | 4 – 0                                                                   | Malaysia                                                                | Qual. Mondiali 1982                                                     | -                                                                       |                                                                         |
| 27-4-1981                                                               | Madinat al-Kuwait                                                       | Malaysia                                                                | 2 – 2                                                                   | Thailandia                                                              | Qual. Mondiali 1982                                                     | -                                                                       |                                                                         |
| 4-9-1981                                                                | Kuala Lumpur                                                            | Malaysia                                                                | 0 – 1                                                                   | Nuova Zelanda                                                           | Pestabola Merdeka 1981                                                  | -                                                                       |                                                                         |
| 9-9-1981                                                                | Kuala Lumpur                                                            | Malaysia                                                                | 2 – 0                                                                   | Indonesia                                                               | Pestabola Merdeka 1981                                                  | 1                                                                       |                                                                         |
| 12-9-1981                                                               | Kuala Lumpur                                                            | Malaysia                                                                | 0 – 1                                                                   | Emirati Arabi Uniti                                                     | Pestabola Merdeka 1981                                                  | -                                                                       |                                                                         |
| 15-9-1981                                                               | Kuala Lumpur                                                            | Malaysia                                                                | 2 – 1                                                                   | India                                                                   | Pestabola Merdeka 1981                                                  | 1                                                                       |                                                                         |
| 5-10-1981                                                               | Balzers                                                                 | Liechtenstein                                                           | 1 – 0                                                                   | Malaysia                                                                | Amichevole                                                              | -                                                                       |                                                                         |
| 6-12-1981                                                               | Manila                                                                  | Malaysia                                                                | 1 – 0                                                                   | Birmania                                                                | Giochi del Sud-est asiatico 1981                                        | -                                                                       |                                                                         |
| 8-12-1981                                                               | Manila                                                                  | Malaysia                                                                | 2 – 2                                                                   | Thailandia                                                              | Giochi del Sud-est asiatico 1981                                        | 1                                                                       |                                                                         |
| 13-12-1981                                                              | Manila                                                                  | Malaysia                                                                | 1 – 1 dts (5-4 dtr)                                                     | Singapore                                                               | Giochi del Sud-est asiatico 1981                                        | -                                                                       |                                                                         |
| 15-12-1981                                                              | Manila                                                                  | Thailandia                                                              | 2 – 1                                                                   | Malaysia                                                                | Giochi del Sud-est asiatico 1981                                        | -                                                                       |                                                                         |
| 19-5-1985                                                               | Seul                                                                    | Corea del Sud                                                           | 2 – 0                                                                   | Malaysia                                                                | Qual. Mondiali 1986                                                     | -                                                                       |                                                                         |
| Totale                                                                  |                                                                         | Presenze                                                                | 111                                                                     |                                                                         | Reti                                                                    | 50                                                                      |                                                                         |

## Palmarès

### Club

#### Competizioni nazionali
- Malaysia Super League: 1

Selangor: 1984